# Zlenice
Zlenice (Duits: Slenitz) is een Tsjechische plaats in de gemeente Lštění, regio Midden-Bohemen, en maakt deel uit van het district Benešov. Het dorp ligt op 2 kilometer afstand van Lštění.
Zlenice telt 233 inwoners (2021).

## Geografie
Zlenice ligt aan de rivier de Sázava; aan de overkant daarvan ligt Javorník. Vanuit Zlenice is er een veerverbinding over de rivier naar Hláska.

## Geschiedenis
De eerste schriftelijke vermelding van het dorp dateert van 1318. Hláska, aan de overkant van de rivier, hoorde in de beginperiode eveneens bij Zlenice - daar stond ook kasteel Zlenice (Duits: Ruine Zlenitz). In de loop der eeuwen is het kasteel in verval geraakt; de huidige ruïne is te bezoeken. Thans hoort Hláska bij de gemeente Senohraby.
In 1850 werd Zlenice, samen met Lštění, ingedeeld bij het district Benešov.

## Verkeer en vervoer

### Autowegen
Er leidt een regionale weg naar het dorp.

### Spoorlijnen
Station Zlenice ligt aan spoorlijn 212 Čerčany – Světlá nad Sázavou.

### Buslijnen
Er is geen bushalte in het dorp. De dichtstbijzijnde halte is in Čerčany, op zo'n vier kilometer afstand. Daar halteert lijn 796 van Benešov naar Pyšely (vervoerder: ČSAD Benešov).

## Bezienswaardigheden
- Kasteelruïne aan de overkant van de rivier (te bereiken met de veerboot)

## Galerij

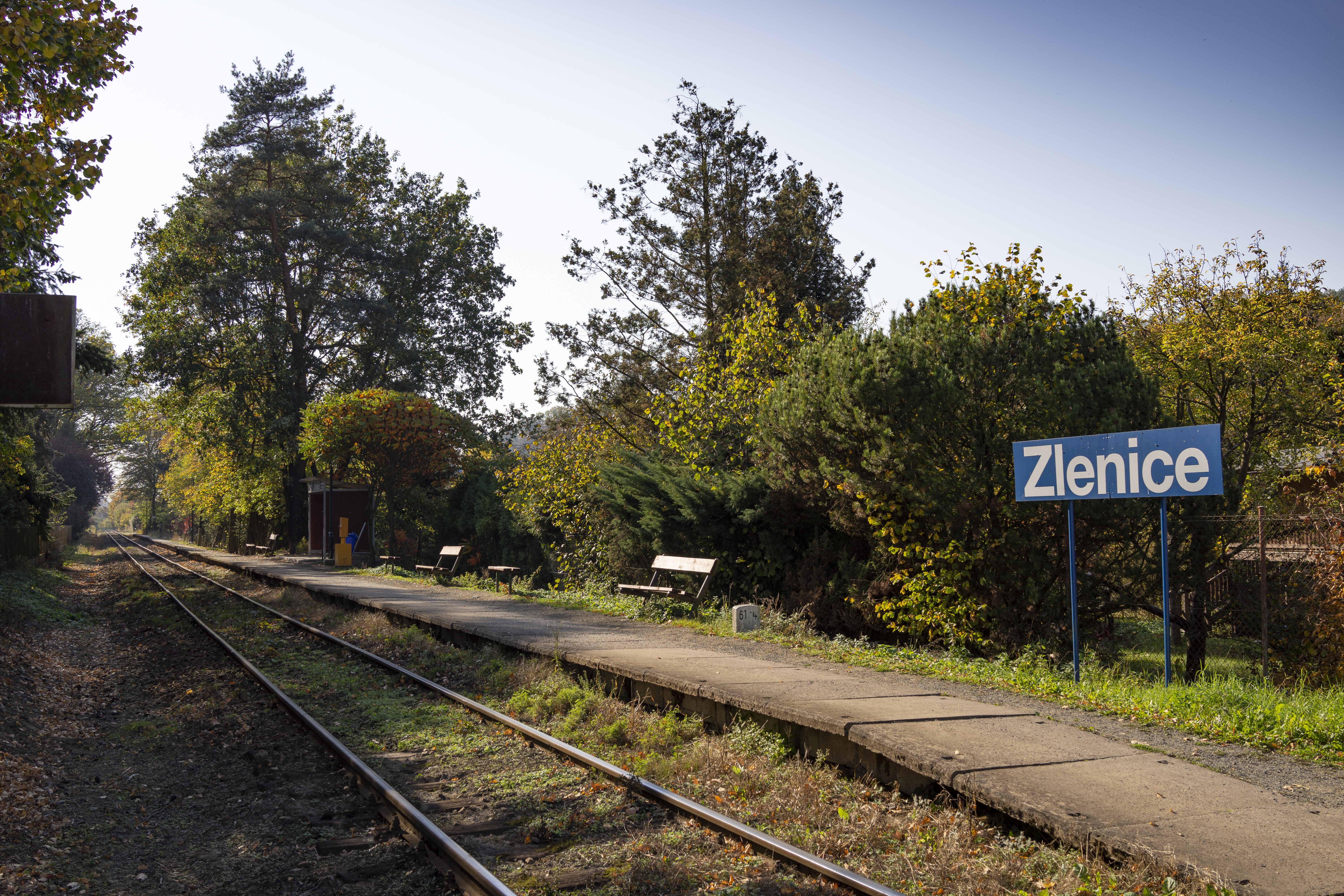
Station Zlenice (2018)
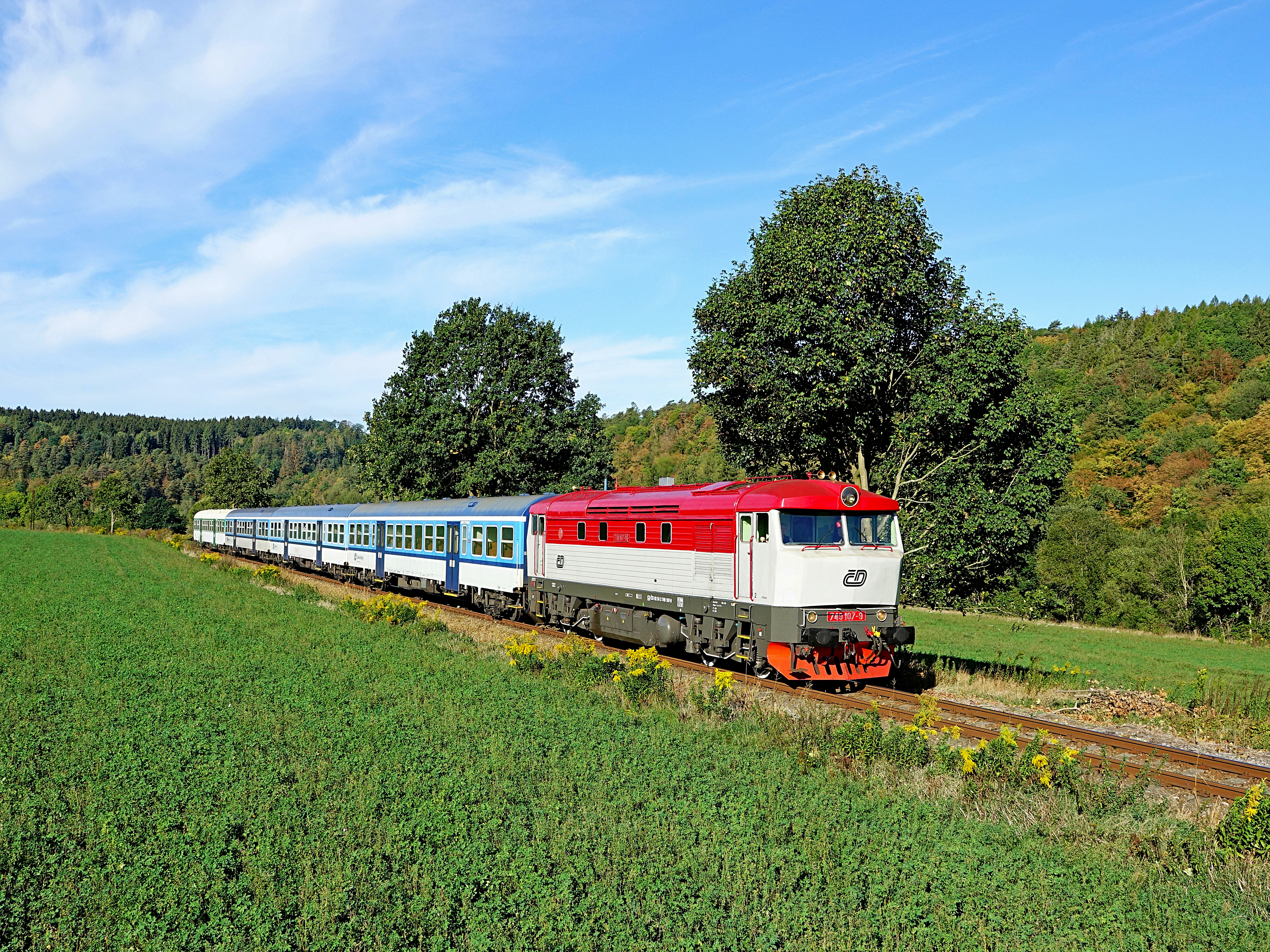
Trein vlak bij het dorp (2018)
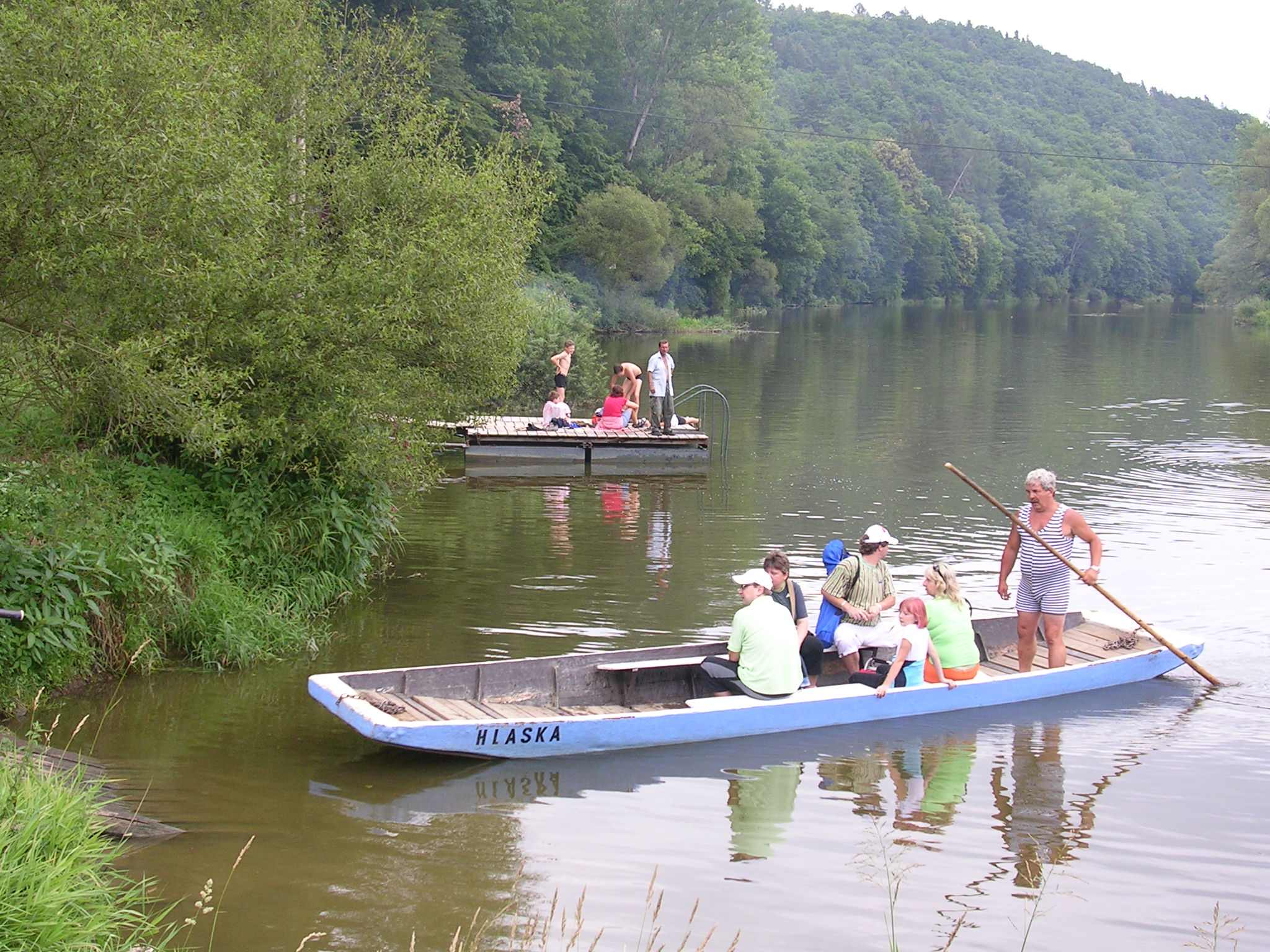
Veerverbinding (2008)